# Cedric Sharpley
Pour les articles homonymes, voir Sharpley.
Cedric Sharpley, né Cedric Larry Sharpley le 2 juillet 1952 au Cap et mort le 13 mars 2012 à la suite d'une crise cardiaque, était un batteur sud-africain, connu pour avoir fait partie du groupe Tubeway Army et après avec Gary Numan jusqu'en 1992 (Isolate Tour).

## Biographie
Sharpley a commencé sa carrière en jouant dans un groupe de rock progressif appelé Druid.
En 1979, il rejoint Tubeway Army, est apparu sur « Old Grey Whistle Test », en jouant les chansons « Are Friends Electric? » et « Down In The Park » de leur dernier album Replicas. Après Tubeway Army, Sharpley collabore avec Gary Numan dans ses albums et ses tournées jusqu'à son départ en 1992.
Cedric Sharpley est mort d'une crise cardiaque le 13 mars 2012.